# Чудівка
Чу́дівка —  село в Україні, у Ріпкинській селищній громаді Чернігівської області. Населення становить 33 осіб. До 2020 орган місцевого самоврядування — Грабівська сільська рада.

## Історія
12 червня 2020 року, відповідно до розпорядження Кабінету Міністрів України № 730-р «Про визначення адміністративних центрів та затвердження територій територіальних громад Чернігівської області», увійшло до складу Ріпкинської селищної громади.
19 липня 2020 року, в результаті адміністративно - територіальної реформи та ліквідації Ріпкинського району, село увійшло до складу Чернігівського району Чернігівської області.

## Населення

### Мова
Розподіл населення за рідною мовою за даними перепису 2001 року:
| Мова       | Кількість | Відсоток |
| ---------- | --------- | -------- |
| українська | 33        | 100%     |

## Персоналії
- Розенко Дмитро Олегович (1986—2022) — працював прокурором відділу процесуального керівництва у кримінальних провадженнях слідчих територіального управління Державного бюро розслідувань Чернігівської обласної прокуратури. Як краєзнавець вивчав родоводи односельців, опитував старожилів. Збирав факти червоного терору та про злочини радянської влади. 24 лютого вступив добровольцем до Збройних Сил України, а вже наступного дня  у БМП, в якому знаходився Дмитро влучив снаряд[4]